# Jesús Esteban Sádaba Pérez
Jesús Esteban Sádaba Pérez OFMCap (* 27. Oktober 1941 in Pamplona, Spanien) ist ein spanischer Ordensgeistlicher und emeritierter Apostolischer Vikar von Aguarico.

## Leben
Jesús Esteban Sádaba Pérez trat in die Ordensgemeinschaft der Kapuziner ein und empfing am 3. April 1965 das Sakrament der Priesterweihe.
Am 22. Januar 1990 ernannte ihn Papst Johannes Paul II. zum Titularbischof von Assuras und bestellte ihn zum Apostolischen Vikar von Aguarico. Der Apostolische Nuntius in Spanien, Erzbischof Mario Tagliaferri, spendete ihm am 3. April desselben Jahres die Bischofsweihe; Mitkonsekratoren waren der Erzbischof von Pamplona y Tudela, José María Cirarda Lachiondo, und der Bischof von Vitoria, José María Larrauri Lafuente.
Am 2. August 2017 nahm Papst Franziskus seinen altersbedingten Rücktritt an.